# Ludwig Rellstab (Dichter)

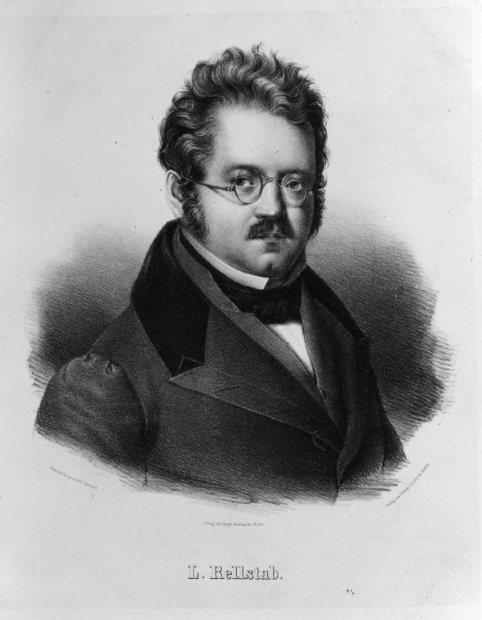
Ludwig Rellstab

Heinrich Friedrich Ludwig Rellstab (* 13. April 1799 in Berlin; † 27. November 1860 ebenda) war ein deutscher Journalist, Musikkritiker und Dichter. Zeitweilig benutzte er das Pseudonym Freimund Zuschauer.

## Leben
Rellstab war der Sohn des Musikers und Verlegers Johann Carl Friedrich Rellstab (1759–1813) und dessen Ehefrau, der Sängerin Caroline Charlotte Richter (1769–1820). Er hatte acht Geschwister (drei Schwestern, fünf Brüder), darunter die früh verstorbene Sängerin Caroline Rellstab (1794–1813).
Seine erste musikalische Ausbildung erhielt Rellstab durch seinen Vater; später wurde er von den Komponisten Bernhard Klein und Ludwig Berger unterrichtet. Mit 16 Jahren kam Rellstab im September 1815 an die Kadettenanstalt seiner Heimatstadt Berlin. Dort avancierte er 1818 zum Offizier und im April 1821 verließ Rellstab die Armee.
Im Sommer desselben Jahres wanderte Rellstab zu Fuß über Dresden und Weimar nach Bayreuth. Eingeladen hatte ihn der Schriftsteller Jean Paul. In Dresden besuchte Rellstab den Komponisten Carl Maria von Weber und den Schriftsteller Ludwig Tieck; in Weimar die Schriftstellerin Johanna Schopenhauer und den Musiker Carl Friedrich Zelter. Durch die beiden letzteren machte Rellstab die Bekanntschaft mit Ottilie von Goethe, in deren Salon er freundlich aufgenommen wurde. Der Kontakt zu deren Schwiegervater, Johann Wolfgang von Goethe, blieb kühl und auf ein Minimum beschränkt.
In den Jahren 1822 bis 1823 wirkte Rellstab als Hospitant an den Universitäten in Bonn und Heidelberg und kehrte Ende 1823 wieder zurück in seine Heimatstadt. Dort gründete er zusammen mit einem Freund eine Buchhandlung, mit der er aber seinen Lebensunterhalt nicht bestreiten konnte. Diesen musste er sich als Kritiker bei der Berliner allgemeinen musikalischen Zeitung verdienen.
Im Frühjahr 1825 unternahm Rellstab eine Reise nach Wien, um den Komponisten Ludwig van Beethoven kennenzulernen. Rellstabs Gedichte, die er Beethoven vorlegte, erreichten später Franz Schubert, der davon zehn in seinem Todesjahr 1828 vertonte; sieben davon erschienen posthum in seinem Zyklus Schwanengesang, die drei anderen getrennt davon. In Wien befreundete Rellstab sich auch mit dem Dramatiker Ignaz Franz Castelli, der ihn mit mehreren Mitgliedern der Ludlamshöhle bekannt machte, darunter Heinrich Anschütz und Johann Gabriel Seidl.
Ende desselben Jahres kehrte Rellstab nach Berlin zurück und wurde Anfang des darauffolgenden Jahres Musikkritiker bei der Vossischen Zeitung. Als solcher wurde er ein Nachfolger seines Vaters, der dort zwischen 1806 und 1813 gearbeitet hatte. Anlässlich einer Bootsfahrt bei Mondschein auf dem Vierwaldstättersee fühlte er sich an den 1. Satz von Ludwig van Beethovens Klaviersonate cis-Moll op. 27/2 (1801) erinnert. Sie erhielt von ihm den Namen „Mondscheinsonate“, unter dem sie berühmt wurde.
Mit seinem Roman Henriette oder die schöne Sängerin debütierte Rellstab 1826 auch als Schriftsteller. In diesem Werk verarbeitete er auf satirische Weise die Karriere der Sängerin Henriette Sontag. Da er dabei aber auch den britischen Gesandten in Berlin verspottete, wurde dieses Buch zum Politikum, was Rellstab mit zwölf Wochen Festungshaft auf der Spandauer Zitadelle büßen musste.
1827 veröffentlichte Rellstab eine Satire, in der er den italienischen Komponisten Gaspare Spontini der Lächerlichkeit preisgab. Nach mehreren Klagen und Prozessen wurde Rellstab vom Berliner Kammergericht am 17. Januar 1835 zu sechs Wochen Haft verurteilt. Das Urteil wurde im Oktober 1836 rechtskräftig, im Januar/Februar 1837 verbüßte Rellstab die Strafe in der Berliner Stadtvoigtei am Molkenmarkt.

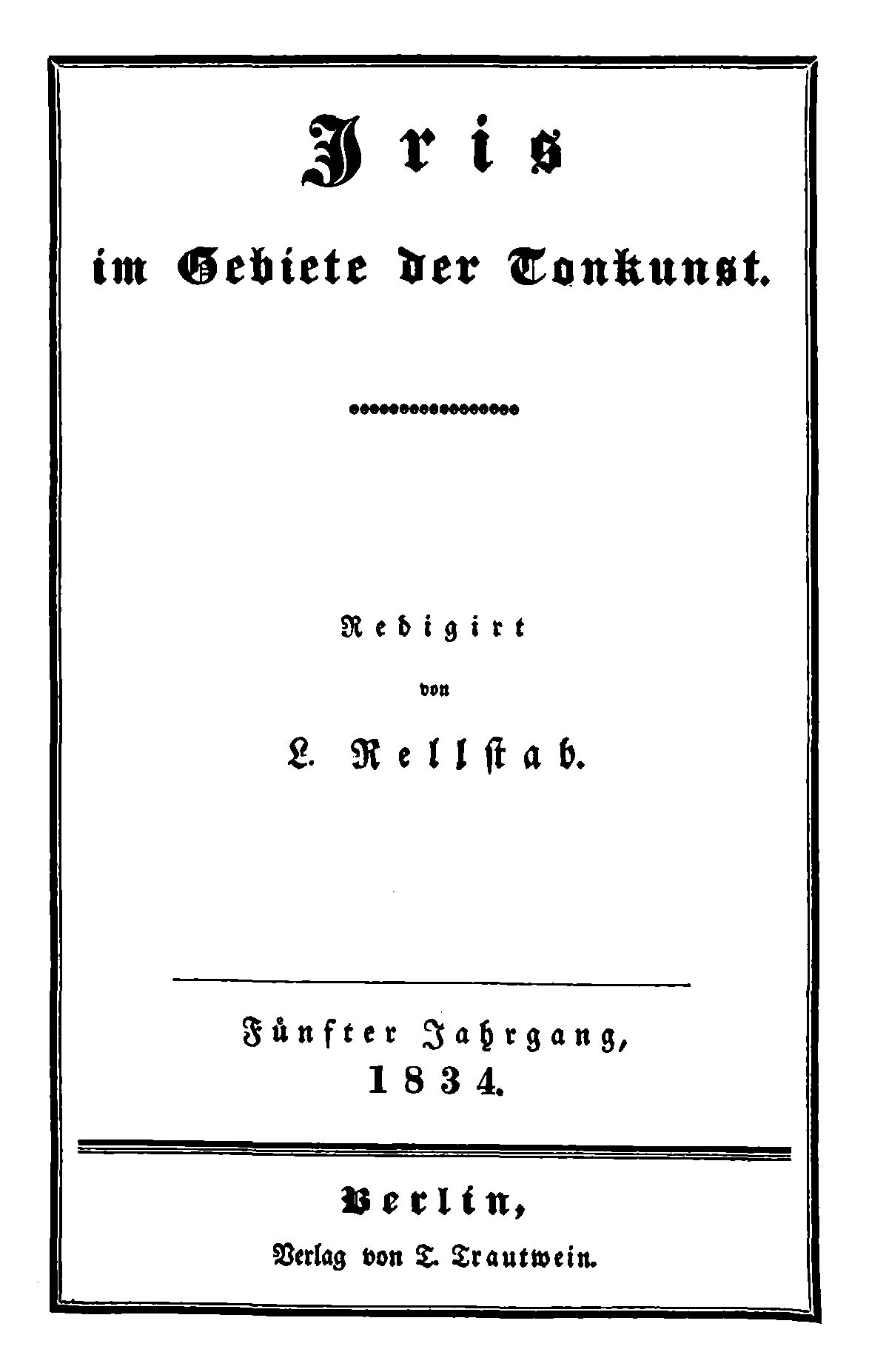

1830 gründete Rellstab die wöchentliche Zeitschrift Iris im Gebiete der Tonkunst, die bis 1841 Bestand hatte und die er fast ausschließlich allein betrieb. Er berichtete darin über alle möglichen aktuellen musikalischen Ereignisse und machte sich damit zum einflussreichsten Musikkritiker seiner Zeit. Seine eigenen musikalischen Werke orientierten sich an Christoph Willibald Gluck, an Wolfgang Amadeus Mozart und auch an Ludwig van Beethoven.
Als Kritiker lehnte er fast das gesamte Werk Gaetano Donizettis, Gioachino Rossinis und Frédéric Chopins ab. Das Werk von Giuseppe Verdi und Richard Wagner hielt er bis auf dessen Rienzi und Tannhäuser für eigentlich misslungen. Seine eigenen Werke aus dieser Zeit – z. B. Karl der Kühne (1824) oder Franz von Sickingen (1843) – blieben alle erfolglos.
Rellstab trat auch als wirkungsmächtiger Kritiker der damals konkurrenzlos erfolgreichen Großen Opern seines Berliner Landsmannes Giacomo Meyerbeer hervor. Seine Angriffe auf Robert le diable und Die Hugenotten, die in Paris häufiger aufgeführt wurden als jede andere Oper, bereiteten der antisemitischen Hetzkritik eines Richard Wagner den Boden. Ebendiesen Boden entzog der geschickte Taktiker Meyerbeer allerdings seinem Berliner Widersacher Rellstab, indem er ihm das Libretto einer vom preußischen König zum Wiederaufbau des abgebrannten Knobelsdorff’schen Opernhauses Unter den Linden in Auftrag gegebenen Oper anbot, die schließlich als Ein Feldlager in Schlesien am 7. Dezember 1844 Premiere hatte. Rellstab fühlte sich geschmeichelt und nahm den Auftrag an, wobei allerdings in Wahrheit Meyerbeers bewährter Librettist Eugène Scribe die Vorlage lieferte und sich gegen die Zahlung von 3000 Francs zu strengem Stillschweigen über diesen ungewöhnlichen Arbeitsauftrag verpflichtete.
„Rellstab, der Philister par excellence“, war in seiner engstirnigen und bornierten Art der Auslöser dafür, dass Robert Schumann 1834 die Neue Zeitschrift für Musik gründete. Die „Philister“ wurden dort zu den Hauptgegnern der „Davidsbündler“. Dennoch besprach Rellstab die frühen Werke Schumanns recht positiv.
Bereits 1834 heiratete Rellstab in Berlin Emma Henry. Mit ihr hatte er eine Tochter und zwei Söhne; darunter den späteren Chemiker Ludwig Rellstab.
Zu Beginn der Märzrevolution 1848 wollte Rellstab anlässlich einer Audienz König Friedrich Wilhelm IV. bewegen, zwischen Militär und Bürger zu vermitteln; vergebens.
Im Alter von 61 Jahren starb er am 27. November 1860 in Berlin. Seine letzte Ruhestätte fand er auf dem Berliner St.-Petri-Friedhof.
Rellstab und der Schriftsteller Willibald Alexis waren Vettern, Alexis’ Mutter Juliane Louise Charlotte Rellstab eine Schwester von Rellstabs Vater. Der Schachmeister Ludwig Rellstab war sein Urenkel.
Ludwig Rellstab zu Ehren wurde 1955 in Berlin-Staaken eine Straße, der Rellstabweg, benannt.

## Wirkung
Rellstabs Novellen fanden durchaus ihr Publikum, standen aber immer im Schatten von E. T. A. Hoffmann, den Rellstab persönlich kannte und mit dem er im regen künstlerischen Austausch stand.  Unter den Erzählwerken war sein historischer Roman 1812 über den Russlandfeldzug Napoleons sehr populär und wurde noch zu Beginn des 20. Jahrhunderts viel gelesen (34., illustrierte Auflage Leipzig 1923).
Neben historischen Romanen, Novellen, Dramen und Reiseschilderungen ist in Rellstabs literarischem Werk die Lyrik stark vertreten.
Von den oben genannten Vertonungen Franz Schuberts abgesehen, haben auch viele weitere Komponisten die Gedichte Rellstabs vertont. Zu den bekanntesten gehören Franz Liszt, Giacomo Meyerbeer, Franz Lachner und Heinrich Marschner.

## Werke
- Henriette oder die schöne Sängerin. eine Geschichte unserer Tage (1826) (Digitalisat). Neuausgabe Hofenberg, Berlin 2019, ISBN 978-3-7437-3037-3.
- Über mein Verhältnis als Kritiker zu Herrn Spontini als ersten Komponist und Generalmusikmeister in Berlin (1827)
- Algier und Paris im Jahre 1830. Zwei Novellen (3 Bde., Berlin 1831)
- 1812. Ein historischer Roman (4 Bde., Leipzig 1834). Neuausgabe Hofenberg, Berlin 2019, ISBN 978-3-7437-2674-1.
- Gesammelte Schriften (20 Bde., Leipzig 1843–1848. Neue Ausgabe, 24 Bde., Leipzig 1859–1861)
- Aus meinem Leben (2 Bde., Berlin 1861) (Digitalisat Band 1), (Digitalisat Band 2).
- Auf den Spuren Napoleons. Historischer Roman. Area-Verlag, Erftstadt 2004, ISBN 3-89996-090-4

## Opern und Dramen
- Dido. Oper (1823), Musik von Bernhard Klein
- Karl der Kühne. Historische Tragödie (1824)
- Die Venezianer. Drama in fünf Akten (1837)
- Eugen Aram. Schauspiel (1839, frei nach Edward Bulwer-Lytton)
- Franz von Sickingen. Historische Tragödie (1843)

## Sekundärliteratur
- M. Bendinger: Rellstab, Ludwig. In: Allgemeine Deutsche Biographie (ADB). Band 28, Duncker & Humblot, Leipzig 1889, S. 781–784.
- Wolfgang Franke, Der Theaterkritiker Ludwig Rellstab, Berlin 1964
- Jürgen Rehm, Zur Musikrezeption im vormärzlichen Berlin. Die Präsentation bürgerlichen Selbstverständnisses und biedermeierliche Kunstanschauung in den Musikkritiken Ludwig Rellstabs, Hildesheim: Olms 1983, ISBN 3-487-07438-9
- Gertrud Maria Rösch: Rellstab, Heinrich Friedrich Ludwig. In: Neue Deutsche Biographie (NDB). Band 21, Duncker & Humblot, Berlin 2003, ISBN 3-428-11202-4, S. 407 f. (Digitalisat).
- Briefwechsel Robert und Clara Schumanns mit Korrespondenten in Berlin 1832 bis 1883, hrsg. von Klaus Martin Kopitz, Eva Katharina Klein und Thomas Synofzik (= Schumann-Briefedition, Serie II, Band 17), Köln: Dohr 2015, S. 507–543, ISBN 978-3-86846-028-5